# Ronnie Moran
Ronald "Ronnie" Moran, född 28 februari 1934 i Liverpool, England, död 22 mars 2017, var en professionell engelsk fotbollsspelare och fotbollstränare som mellan 1952 och 1968 spelade 343 ligamatcher för Liverpool FC. Mellan 1966 och 1998 var han även anställd som tränare i olika befattningar i klubben.

## Biografi
Moran skrev på ett professionellt kontrakt med Liverpool i januari 1952 och debuterade för klubben i november samma år. Säsongen 1953-1954 slutade Liverpool sist i ligan och relegerades till division 2. Säsongen 1955-1956 tog han en ordinarie plats i startelvan och de kommande fem åren missade han bara sex ligamatcher. I slutet av 1960-talet utsågs Moran till lagkapten. Trots ett par skadefyllda år spelade Moran säsongen 1961-1962 tillräckligt många matcher för att erhålla en medalj när Liverpool vann division 2 och flyttades upp i förstadivisionen igen. Under sin första säsong tillbaka i högstaligan vann klubben sedan ligan för första gången sedan 1940-talet. Säsongen därefter (1964-1965) vann man FA-cupen och tog sig till semifinal i Europacupen där man blev utslagna av Inter. Moran spelade dock bara 13 ligamatcher under säsongen då han tappat platsen i startelvan till Chris Lawler. Hans sista match för klubben blev hemmamötet mot Inter i Europacupens semifinal. Han fortsatte dock att spela i klubbens reservlag i ytterligare två säsonger innan han lade ner spelarkarriären för gott 1968.
Redan 1966 hade Moran värvats till klubbens tränarstab men inför säsongen 1968-1969 blev han tränare på heltid. Han blev då en del av Liverpools berömda "The Boot Room" tillsammans med Bill Shankly, Joe Fagan, Bob Paisley och Reuben Bennett. Vid två tillfällen kom han att vara tillfällig manager för klubben, 1991 efter att Kenny Dalglish sagt upp sig och 1992 då Graeme Souness återhämtade sig från en hjärtoperation. Han slutade som tränare 1998 och hade då varit anställd av Liverpool i 46 år.